# Witheringia dichotoma
Witheringia dichotoma là loài thực vật có hoa trong họ Cà. Loài này được (Rusby) D'Arcy miêu tả khoa học đầu tiên năm 1973.